# International Council of Museums
International Council of Museums (ICOM) è la principale organizzazione internazionale non governativa che rappresenta i musei e i suoi professionisti. L’organizzazione assiste la comunità museale nel preservare, conservare e condividere il patrimonio culturale presente e futuro, materiale e immateriale. L’organizzazione riunisce una rete di oltre 50.000 soci e professionisti museali in 138 paesi e territori.
ICOM Italia è il comitato che gestisce l’organizzazione su territorio nazionale italiano.

## Storia
ICOM è nata ufficialmente nel 1946 con lo scopo di creare un’organizzazione internazionale per la cooperazione tra musei, in seguito al terribile periodo di guerra che devastò l’Europa ed il mondo. È stata ideata per costituire una rete di istituzioni e professionisti museali che vada oltre gli enti governativi che rappresentano la sfera politica delle relazioni internazionali. 
L'organizzazione fu fondata a Parigi, in occasione della prima conferenza generale dell'UNESCO che si tenne in quella città dal 16 al 20 novembre 1946. In questo primo appuntamento furono presenti 14 nazioni: Australia, Belgio, Brasile, Canada, Danimarca, Stati Uniti di America, Francia, Norvegia, Nuova Zelanda, Paesi Bassi, Svezia, Svizzera, Regno Unito, Cecoslovacchia.  
Le prime sette Assemblee Generali di ICOM International si tennero tra il 1948 e il 1965. I temi affrontati durante quel periodo storico compresero soprattutto il ruolo educativo dei musei, le esposizioni, la conservazione e il restauro dei beni culturali. 
Nel 1968 ICOM International si trovò di fronte ad una situazione di crisi, a causa del suo debito interno che negli anni stava diventando sempre più elevato: le attività ed iniziative crescevano smisuratamente mentre i soci e la quota d’iscrizione rimanevano invariati. Grazie ad una modifica dello Statuto, l'organizzazione, aiutata dai Comitati Nazionali, riescì ad aumentare la base soci. Dal 1971 ICOM iniziò a garantire il diritto di voto ad ogni professionista iscritto come socio all'organizzazione.
Tra il 1977 e il 1989 l'ente cominciò a svilupparsi in Paesi emergenti in Asia, Africa e America Latina, dove l’obiettivo principale era di formare nuovi professionisti museali.
Grazie anche al contributo di ICOM, negli anni 1989 e 1996 venne per la prima volta riconosciuto il ruolo chiave della cultura e delle istituzioni museali per lo sviluppo economico.
Tra il 1996 e il 2004 ICOM aumentò la sua presenza nella comunità mondiale internazionale con l'introduzione di nuovi programmi quali la lotta contro il traffico illecito di beni culturali e il Museum Emergency Program.
Dal 2004 ICOM si dedica alle attività volte a coinvolgere un numero sempre più alto di professionisti museali, ed ha esteso i propri confini fino all'Asia. Grazie ad una comunità museale sempre più grande, ICOM oggi è la principale organizzazione internazionale volta a preservare, conservare e valorizzare il patrimonio culturale museale.

## Descrizione
ICOM è un'organizzazione internazionale che si impegna a preservare e conservare il patrimonio culturale museale. Più specificamente, si occupa di definire criteri universali e standard per la progettazione, gestione e organizzazione dei musei, sviluppare una comunità museale mondiale attraverso l'iscrizione di soci istituzionali o individuali (persone che operano professionalmente nei o per gli istituti museali), contribuire alla ricerca, allo studio e al dibattito sui principali temi di museologia e - attraverso il lavoro dei comitati nazionali e internazionali – allineare le convenzioni internazionale sul tema del patrimonio culturale.

### La definizione di Museo
ICOM contribuisce a creare una definizione condivisa del termine "museo". Durante l'assemblea del 2022 viene raggiunto un accordo su una nuova definizione di museo.
La precedente definizione risale al 2007 ed è contenuta nello statuto dell'organizzazione

### Il Codice Etico di ICOM
Il Codice Etico ICOM per i Musei è un codice di autoregolamentazione professionale che fissa gli standard minimi di condotta e di performance professionale e di prestazioni per i Musei e il loro personale. Il codice stabilisce i valori e i principi condivisi da ICOM e dalla rete museale internazionale. Il Codice Etico ICOM per i Musei è stato adottato nel 1986 e rivisto nel 2004 ed è uno strumento di riferimento tradotto in 38 lingue.

### Programmi

#### Lotta al traffico illecito di beni culturali
ICOM International contribuisce, attraverso il codice etico e varie iniziative, a sensibilizzare tra i musei e i suoi professionisti il tema del traffico illecito di beni culturali, in conformità con le Convenzioni UNESCO e UNIDROIT sull'argomento. ICOM produce una Red List, che contribuisce alla protezione del patrimonio culturale museale mondiale attraverso la classificazione di categorie minacciate, come per esempio oggetti archeologici o opere d'arte, nelle aree più vulnerabili del mondo, per evitare che vengano vendute o esportate illegalmente.

#### Museum Emergency Program
ICOM International ha sviluppato un programma di prevenzione e intervento nei casi di emergenza in cui si impegna a fornire alle istituzioni museali e ai suoi professionisti, degli strumenti atti a garantire supporto in caso di emergenze quali conflitti armati e disastri naturali. ICOM collabora direttamente con l'International Committee of the Blue Shield (ICBS), comitato internazionale fondato nel 1996 per proteggere il patrimonio culturale da situazioni di rischio.

#### Patrimonio culturale immateriale
Il patrimonio culturale include anche le espressioni viventi come le tradizioni che gruppi e comunità si sono tramandati di generazione in generazione. La protezione di questo patrimonio definito “immateriale” è uno degli impegni principali di ICOM che identifica e gestisce le risorse per garantirne la preservazione, insieme all’UNESCO, che nel 2003 ha adottato la Convenzione per la salvaguardia del patrimonio culturale immateriale. Nel 2002 ICOM ha approvato la Shanghai Charter, per sottolineare il ruolo chiave di ICOM nell'affrontare le minacce poste dalla mondializzazione nel trasmettere il patrimonio culturale immateriale in certi contesti culturali.“Musei e patrimonio immateriale” fu anche il tema della Conferenza Generale ICOM di Seoul nel 2002, la quale produsse un giornale intitolato International Journal of Intangible Heritage.

### Giornata Internazionale dei Musei
Ogni anno dal 1977 ICOM organizza a livello mondiale la Giornata Internazionale dei Musei (International Museum Day – IMD), selezionando di volta in volta un tema specifico. I musei che partecipano all'iniziativa programmano eventi innovativi e attività inerenti al tema prescelto e coinvolgono il proprio pubblico, evidenziando l’importanza del ruolo dei Musei come istituzioni al servizio della società e del suo sviluppo. Organizzati ogni anno attorno al 18 maggio, gli eventi e le attività programmate per celebrare questa ricorrenza possono durare un giorno, un weekend o un’intera settimana. L’obiettivo della Giornata Internazionale dei Musei è avere consapevolezza del fatto che, i musei sono un importante mezzo di scambio culturale, arricchimento delle culture e sviluppo di comprensione reciproca, cooperazione e pace fra i popoli.
Per l’edizione del 2018, è stato scelto il tema Musei iperconnessi: nuovi approcci, nuovi pubblici, per stimolare il confronto e la condivisione di esperienze sulle opportunità di apertura e di costruzione di una comunità museale che attiva processi partecipativi, costruisce reti e si rapporta in maniera sempre più profonda con il territorio. 

## Organizzazione
ICOM è un'organizzazione internazionale non governativa fondata nel 1946 da Chauncey Hamlin (1881-1963) e Georges Salles (1889-1966). Il presidente è gestisce le relazioni con le istituzioni museali e di garantisce il rispetto e la continuità delle politiche di ICOM. 
| No. | Period    | Name                | Country        |
| --- | --------- | ------------------- | -------------- |
| 1   | 1946–1953 | Chauncey Hamlin     | Stati Uniti    |
| 2   | 1953–1959 | Georges Salles      | Francia        |
| 3   | 1959–1965 | Philip Hendy        | Regno Unito    |
| 4   | 1965–1971 | Arthur van Schendel | Paesi Bassi    |
| 5   | 1971–1977 | Jan Jelínek         | Cecoslovacchia |
| 6   | 1977–1983 | Hubert Landais      | Francia        |
| 7   | 1983–1989 | Geoffrey Lewis      | Regno Unito    |
| 8   | 1989–1992 | Alpha Oumar Konaré  | Mali           |
| 9   | 1992–1998 | Saroj Ghose         | India          |
| 10  | 1998–2004 | Jacques Perot       | Francia        |
| 11  | 2004–2010 | Alissandra Cummins  | Barbados       |
| 12  | 2010–2016 | Hans-Martin Hinz    | Germania       |
| 13  | 2016–2020 | Suay Aksoy          | Turchia        |
| 14  | 2020–2022 | Alberto Garlandini  | Italia         |
| 15  | 2022–     | Emma Nardi          | Italia         |

Il Segretariato di ICOM ha sede a Parigi ed è composto da professionisti di 10 nazionalità diverse; si occupa di affiancare il Consiglio Esecutivo nella realizzazione delle strategie ICOM, di coordinare le attività dei comitati e di gestire i soci dell’organizzazione. I primi direttori generali di ICOM sono stati i museologi francesi Georges Henri Rivière (1948-1965) e Hugues de Varine (1965-1974). In anni più recenti sono stati direttori generali Hanna Pennock (2013-2014), Anne-Catherine Robert-Hauglustaine (2014-2016) e Peter Keller (dal 2017).
L’Assemblea Generale è l’organo di ICOM volto ad identificare le strategie dell’organizzazione, le quali vengono realizzate grazie alla gestione delle risorse del Consiglio Esecutivo, che è l’organo esecutivo di ICOM. 

### Conferenza generale
La Conferenza Generale dell’ICOM ha luogo ogni tre anni e riunisce i professionisti museali di tutto il mondo. La Conferenza Internazionale ICOM è l’occasione per i Comitati internazionali e nazionali di confrontarsi ed affrontare delle discussioni scientifiche intorno ad un tema che è scelto dalla comunità museale stessa. La prima Conferenza ebbe luogo a Parigi nel 1948. Le ultime edizioni si sono tenute a Rio de Janeiro nel 2013 con titolo Museums (memory + creativity = social change), e a Milano nel 2016 col titolo Musei e Paesaggi Culturali. La prossima edizione si terrà a Kyoto nel 2019 e si intitolerà Museums as Cultural Hubs: The Future of Tradition.
|    | Anno |                     | Città                   | Tema | Risoluzioni             |
| -- | ---- | ------------------- | ----------------------- | --- | ----------------------- |
|    | 1946 | Francia             | Parigi                  | |                         |
| 1  | 1948 | Messico             | Città del Messico       | Prima conferenza generale biennale |                         |
| 2  | 1950 | Regno Unito         | Londra                  | Exchange of collections and conservation personnel; inventory of scientific instruments; museums and education; problems of professional training |                         |
| 3  | 1953 | Italia              | Genova, Milano, Bergamo | Problems of museums located outside; problems of museums in undeveloped areas; the architecture of museums and museums in modern town-planning | Protezione della natura |
| 4  | 1956 | Svizzera            | Ginevra                 | The museum in our time; the natural history museum in the modern world; the problem of history museums in our times; the planning and organization of the modern technical museum; Babel's Tower                                                                                    |                         |
| 5  | 1959 | Svezia              | Stoccolma               | Museums as mirrors: their potentialities and limitations |                         |
| 6  | 1962 | Paesi Bassi         | L'Aia                   | Precautions against theft of art works; conservation of cultural property; the role of history and folklore museums in a changing world; observations on the museum profession; the objectives of the museum: research centres or exhibition hall?; the educational role of museums |                         |
| 7  | 1965 | Stati Uniti         | New York                | Training of museum personnel |                         |
| 8  | 1968 | Germania            | Colonia, Monaco         | Museum and researc |                         |
| 9  | 1971 | Francia             | Grenoble                | The museum in the service of man, today and tomorrow: the museum's educational and cultural role |                         |
| 10 | 1974 | Danimarca           | Copenaghen              | The museum and the modern world |                         |
| 11 | 1977 | Russia              | Mosca                   | Museums and cultural exchanges |                         |
| 12 | 1980 | Messico             | Città del Messico       | The world's heritage - the museum's responsibilities |                         |
| 13 | 1983 | Regno Unito         | Londra                  | Museums for a developing world |                         |
| 14 | 1986 | Argentina           | Buenos Aires            | Museums and the future of our heritage: emergency call |                         |
| 15 | 1989 | Paesi Bassi         | L'Aia                   | Museums: generators of culture |                         |
| 16 | 1992 | Canada              | Québec                  | Museums: re-thinking the boundaries? |                         |
| 17 | 1995 | Norvegia            | Stavanger (Norvegia)    | Museum and communities |                         |
| 18 | 1998 | Australia           | Melbourne               | Museums and cultural diversity: ancient cultures, new worlds |                         |
| 19 | 2001 | Spagna              | Barcellona              | Managing Change: museums facing economic and social challenges |                         |
| 20 | 2004 | Corea del Sud       | Seul                    | Museums and Intangible Heritage |                         |
| 21 | 2007 | Austria             | Vienna                  | Museums and Universal Heritage |                         |
| 22 | 2010 | Cina                | Shanghai                | Museums for Social Harmony |                         |
| 23 | 2013 | Brasile             | Rio de Janeiro          | Museums (memory + creativity) = social change |                         |
| 24 | 2016 | Italia              | Milano                  | Musei e paesaggi culturali Museums and Cultural Landscapes |                         |
| 25 | 2019 | Giappone            | Kyoto / online          | Museums as Cultural Hubs: The Future of Tradition |                         |
| 26 | 2022 | Rep. Ceca           | Praga                   | The Power of Museums |                         |
| 27 | 2025 | Emirati Arabi Uniti | Dubai                   | The Future of Museums in Rapidly Changing Communities |                         |

### Comitati e gruppi di lavoro
Le attività di ICOM sono portate avanti di comitati nazionali (124 nel 2022),  alleanze regionali, organizzazioni affiliate (22 nel 2022, standing committees, commissioni internazionali e gruppi di lavoro. ICOM collabora con partner istituzionali quali ICCROM, INTERPOL, Organizzazione Mondiale delle Dogane (OMD), Organizzazione mondiale per la proprietà intellettuale, mantiene una collaborazione duratura con l’UNESCO e gode dello status di organismo consultivo presso il Consiglio Economico e Sociale delle Nazioni Unite (ECOSOC).

#### Comitati Nazionali
I Comitati Nazionali sono i principali strumenti di comunicazione tra il Segretariato Generale e i soci ICOM. Nel mondo ci sono 120 Comitati che gestiscono i soci del proprio Paese e assicurano che le strategie dell’organizzazione siano realizzate nel proprio territorio nazionale. Per garantire il dialogo tra i Comitati Nazionali, esistono delle Alleanze Regionali  basate sulla posizione geografica.

#### International Committees
Gli International Committees raggruppano professionisti di diverse discipline nell'ambito museale e si occupano di ricerca scientifica su specifiche tematiche museali. Nel 2018 i comitati sono 30, mentre nel 2022 sono 32 con l'aggiunta della commissione sulla resilienza di musei ai disastri (DRMC(IC) International Committee on Disaster Resilient Museums) e quella sui dilemmi etici (ICEhics International Committee on Ethical Dilemmas).
- AVICOM ICOM International Committee for Audiovisual, New Technologies and Social Media
- CAMOC International Committee for the Collections and Activities of Museums of Cities
- CECA International Committee for Education and Cultural Action
- CIDOC International Committee for Documentation
- CIMCIM International Committee for Museums and Collections of Instruments and Music
- CIMUSET International Committee for Museums and Collections of Science and Technology
- CIPEG International Committee for Egyptology
- COMCOL International Committee for Collecting
- COSTUME International Committee for Museums and Collections of Costume
- DEMHIST International Committee for Historic House Museums
- DRMC(IC) International Committee on Disaster Resilient Museums
- GLASS International Committee for Museums and Collections of Glass
- ICAMT International Committee for Architecture and Museum Techniques
- ICDAD International Committee for Museums and Collections of Decorative Arts and Design
- ICEE International Committee for Exhibition Exchange
- ICEhics International Committee on Ethical Dilemmas
- ICFA International Committee for Museums and Collections of Fine Arts
- ICLCM International Committee for Literary and Composers’ Museums
- ICMAH International Committee for Museums and Collections of Archaeology and History
- ICME International Committee for Museums and Collections of Ethnography
- ICMEMO International Committee of Memorial Museums in Remembrance of the Victims of Public Crimes
- ICMS International Committee for Museum Security
- ICOFOM International Committee for Museology
- ICOM-CC Committee for Conservation
- ICOMAM International Committee for Museums and Collections of Arms and Military History
- ICOMON International Committee for Money and Banking Museums
- ICR International Committee for Regional Museums
- ICTOP International Committee for the Training of Personnel
- INTERCOM International Committee for Museum Management
- MPR International Committee for Marketing and Public Relations
- NATHIST International Committee for Museums and Collections of Natural History
- UMAC International Committee for University Museums and Collections

#### Standing Committees
Gli Standing Committees hanno il ruolo di pubblicare studi e relazioni sugli aspetti essenziali dell'associazione e argomenti importanti per la comunità mondiale museale. Fanno parte di ICOM e propongono nuove idee e approfondimenti per migliorare le strutture dell'organizzazione e favorire lo sviluppo del mondo dei musei.
- DRMC Disaster Risk Management Committee
- ETHCOM Ethics Committee
- FIREC Finance and Resources Committee
- ICOM Define – Standing Committee for the Museum Definition
- LEAC Legal Affairs Committee
- SAREC Strategic Allocation Review Committee
- SPC Strategic Plan Committee

Non più operative nel 2022
- MDPP Committee for Museum Definition, Prospects and Potentials
- MWG Membership Working Group

#### Gruppi di lavoro
I gruppi di lavoro sono costituiti su progetti speciali con una durata circoscritta. Nel 2022-2022 è stato costituito il gruppo di lavoro sulla sostenibilità.